# Dendrocerus castaneus
Dendrocerus castaneus är en stekelart som först beskrevs av Jean-Jacques Kieffer 1907.  Dendrocerus castaneus ingår i släktet Dendrocerus och familjen trefåresteklar. Inga underarter finns listade i Catalogue of Life.